# Wiembach
Der Wiembach ist ein etwa 10,5 km langer linker bzw. östlicher Zufluss der Wupper.

## Verlauf
Der Wiembach entspringt in Burscheid-Kaltenherberg. Er mündet bei Leverkusen-Ruhlach in die Wupper.

## Zuflüsse
Zu den Zuflüssen des Wiembaches gehören (flussabwärts betrachtet)
- Heddinghofener Siefen (links), 0,217 km
- Landscheider Bach (links), 1,825 km
- Lambertsmühlenbach (links), 0,356 km
- Repinghofer Siefen (rechts), 0,433 km
- Trickgessiefen (rechts), 0,163 km
- Kotterserlenbach (links), 0,394 km
- Spiegelhofbach (links), 0,393 km
- Schümicher Siefen (rechts), 0,906 km
- Köttersbach (links), 4,540 km
- Sporrenberger Bach (links), 0,548 km
- Bornheimer Bach (rechts), 4,961 km
- Kamper Bach (links), 1,408 km
- Biesenbach (rechts), 0,765 km
- Ölbach (rechts), 5,508 km